# Kozma Gergely
Kozma Gergely (Szentgerice, 1774. szeptember 19. – Kövend, 1849. augusztus 14.) unitárius pap, esperes, lelkész, író.

## Életpályája
Tanulmányait Tordán és Kolozsváron végezte el 1797-ben. 1798-tól unitárius pap, majd esperes volt szülővárosában. Az 1810-es évek második felében abbahagyta irodalmi munkásságát. 1816-ban köri jegyző lett. 1816–1849 között majdnem 3000 fogat húzott ki. 1817-ben esperes, majd egyházi közügyigazgató volt. 1825–1833 között közel 1500 fát oltott be. 1833–1849 között kövendi lelkészként dolgozott.
Műfordítóként leginkább Kleist- és Kotzebue-drámákat fordított magyarra. Sokat tett a magyar irodalom megismertetése céljából. Kazinczy Ferenccel is levelezett. Gazdag könyvtárát örökösei az unitáriusok kolozsvári kollégiumnak adták. Gyógyfüveivel és saját készítésű gyógyszereivel nap mint nap gyógyította a betegeket. Gyümölcsfa-nemesítéssel is foglalkozott.

## Családja
Édesapja Kozma Mihály (1723–1798) unitárius esperes, egyháztörténet-író volt. 1807-ben házasságot kötött Désfalvi Pataki Annával.

## Művei
- A szerecsen rabok (színmű Kotzebue nyomán, Pozsony-Pest, 1802)
- Zoraide, avagy a nagy mogol leánya csudás történetei (Pozsony, 1805)